# Вёрндль, Франк
Франк-Кристиан Вёрндль (нем. Frank-Christian Wörndl, род. 28 июня 1959 года, Зонтхофен) — западногерманский горнолыжник, серебряный призёр Олимпийских игр 1988 года, чемпион мира 1987 года. Наиболее удачно выступал в слаломе.
В Кубке мира Вёрндль дебютировал 21 декабря 1978 года, тогда же впервые попал в десятку лучших на этапе Кубка мира, в слаломе. Всего имеет на своём счету 22 попадания в десятку лучших на этапах Кубка мира, 13 в слаломе и 9 в гигантском слаломе. Лучшим достижением в общем зачёте Кубка мира, является для Вёрндля 22-е место в сезоне 1987/88.
На Олимпийских играх 1980 года в Лейк-Плэсиде занял 10-е место в слаломе и 17-е место в гигантском слаломе.
На Олимпийских играх 1988 года в Калгари завоевал серебряную медаль в слаломе, причём уверенно лидировал после первой попытки (шедший вторым швед Юнас Нильссон уступал 0,45 сек), но неудачно провёл вторую, став в ней лишь 8-м, и в итоге 0,06 секунды уступив итальянцу Альберто Томбе. В гигантском слаломе стал 8-м, а в супергиганте не смог финишировать.
За свою карьеру участвовал в двух чемпионатах мира, на чемпионате мира 1987 года стал чемпионом в слаломе. Вёрндль — единственный немецкий горнолыжник-мужчина, выигравший слалом на чемпионате мира после Второй мировой войны. Хотя Вёрндль выиграл чемпионат мира и был призёром Олимпийских игр, в Кубке мира он никогда не поднимался выше 4-го места на этапах.
Завершил спортивную карьеру в 1988 году, в дальнейшем был комментатором на телеканалах ZDF и Eurosport, в 2007 году открыл свою фитнес-студию, а в 2011 начал карьеру певца.